# SN 2006in
SN 2006in – supernowa typu II odkryta 14 września 2006 roku w galaktyce A224415-2327. W momencie odkrycia miała maksymalną jasność 18,90m.